# Ludwig Neumann (Geograph)

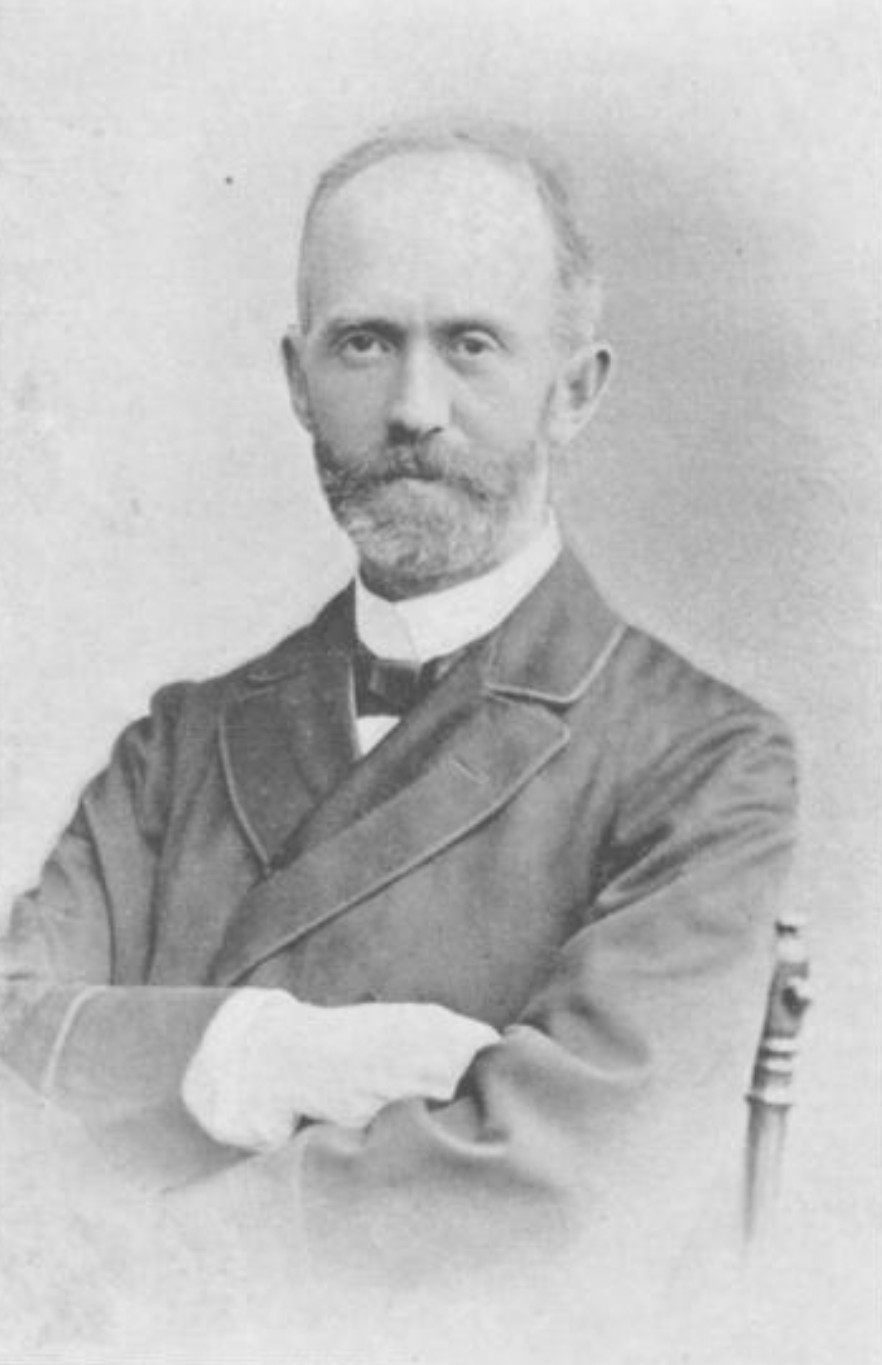
Ludwig Neumann, um 1901

Ludwig Neumann (* 19. Mai 1854 in Pfullendorf; † 2. Juni 1925 in Garmisch) war ein deutscher Geograph und Hochschullehrer. 

## Leben
Neumann war der Sohn des Amtsrichters Franz Karl Ludwig Neumann und dessen Frau Karoline,  geb. Müller, und hatte vier Geschwister. Er besuchte in Freiburg das Gymnasium und studierte von 1873 bis 1877 Mathematik und Naturwissenschaften in Freiburg und Berlin. Die Prüfung für das Höhere Lehramt absolvierte er 1877 in Karlsruhe. Im Anschluss daran lehrte er bis 1886 als Gymnasiallehrer in Freiburg und Heidelberg. 1885 war er Gründer des Vereins Badischer Gymnasiallehrer.
Nach der Habilitation 1886 für das Fach Geographie in Freiburg wurde er 1891 zum außerordentlichen Professor ernannt und Institutsdirektor des neu errichteten Geographischen Institutes Freiburg. Seine Ernennung zum Honorarprofessor erfolgte 1896. Im Jahr 1906 wurde er zum Ordinarius für Geographie ernannt. 1919 wurde er emeritiert. Parallel dazu leitete er von 1906 bis 1914 die Erdbebenstation im Freiburger Schlossberg.
Neumann war zudem 1881 Mitbegründer des Deutsch-Österreichischen Alpenvereins (Sektion Freiburg), dessen Vorsitzender er bis 1896 war. Von 1896 bis 1905 wirkte er als Präsident des Badischen Schwarzwaldvereins und war anschließend dessen Ehrenpräsident. Im Jahr 1903 wurde er Präsident der Naturforschenden Gesellschaft Freiburg.
Ludwig Neumann war seit 1883 mit Bertha, geb. Mittermeier, verheiratet, mit der er zwei Söhne hatte. Er starb während eines Erholungsurlaubs in Garmisch an Herzversagen.

## Schriften (Auswahl)

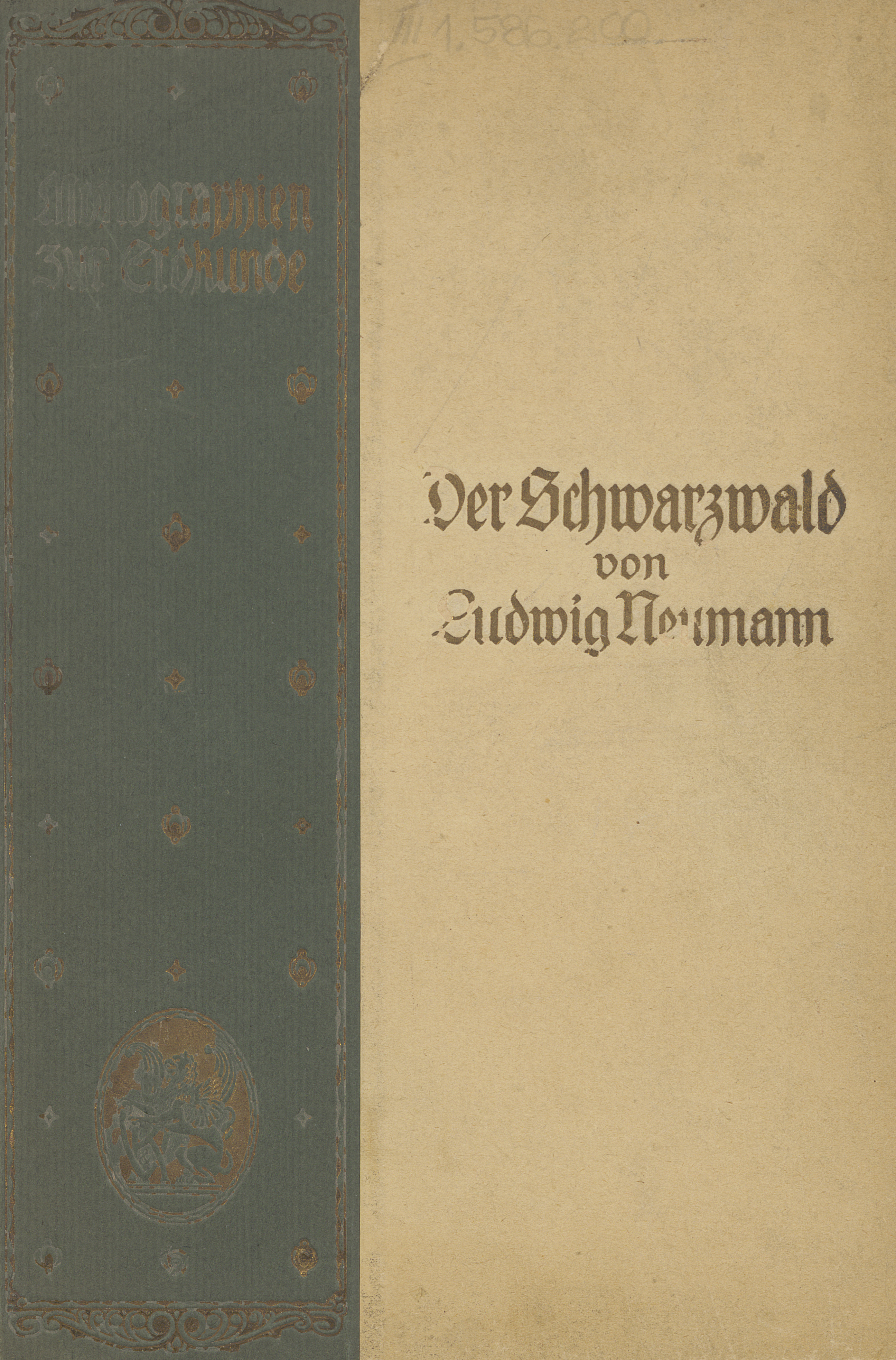
Einband der 3. Auflage von Der Schwarzwald

- Landeskunde des Grossherzogtums Baden. Ferdinand Hirt, Breslau 1891 (eingeschränkte Vorschau in der Google-Buchsuche).
- mit Alfred Philippson: Europa: Eine allgemeine Landeskunde. Hrsg.: Wilhelm Sievers. Bibliographisches Institut, Leipzig, Wien 1894, DNB 362304726.
- Der Schwarzwald (= Land und Leute. Band 13). Velhagen & Klasing, Bielefeld 1902.
- Das Deutsche Gymnasium und die Erdkunde: Kriegsforderungen an die höhern Schulen. Braun, Karlsruhe 1917, DNB 361261535.
- Erläuterungen zu 126 Lichtbildern zur Landeskunde von Baden (= Erläuterungen zu Benzingers Lichtbildern für den geographischen Unterricht). Lichtbilderverlag Theodor Benzinger, Stuttgart 1922, DNB 575231114.
- Mathematische Geographie und Kartennetzentwurfslehre. Ferdinand Hirt, Breslau 1923, DNB 575231122.